# Попська (Габровська область)
По́пська (болг. Попска) — село в Габровській області Болгарії. Входить до складу общини Севлієво.

## Населення
За даними перепису населення 2011 року у селі проживали 39 осіб, усі — болгари.
Розподіл населення за віком у 2011 році:
Динаміка населення: